# Poble apurinã
Els apurinã, que s'autodenominen Popũkare, són un indígenes brasilers. Habiten en la seva major part a la vall del riu Purus, Amazones. L'any 1991, la seva població estimada era de 2.800 persones. El 2003, segons FUNASA, aquest grup tenia 4.087 individus. Molts apurinã viuen fora de terres indígenes oficialment reconegudes, i moltes terres apurinã encara no han estat reconegudes. Segons el cens de 2014 eren 9.487 individus.
El seu idioma pertany a la família Maipure de les llengües arawak. La llengua més propera seria la dels machineris a la regió del riu Purus superior.

## Localització
Els apurinã viuen a diverses terres indígenes, dues amb els paumari del llac Paricá i Paumari del llac Marahã, i una amb els Torà, a terra del mateix nom.
El territori habitat per l'apurinã, al segle xix, era el riu Purus mitjà - des del riu Sepatini o des del riu Paciá fins al llac. Però els Apurinã són un poble tradicionalment migrant i, avui, el seu territori s'estén fins al riu inferior Purus, fins a Rondônia. Hi ha zones apurinã als municipis Boca do Acre, Pauini, Lábrea, Tapauá, Manacapuru, Beruri, Manaquiri, Manicoré (aquest últim a la terra indígena Torà), tots a l'estat de l'Amazones (Brasil), així com els indis apurinã que viuen a diverses ciutats del país i un poble de la terra indígena Roosevelt, dels indis Cintas-largas, amb qui alguns estan casats.

## Organització social
Els apurinã de la regió Pauini es divideixen en dos clans: xoaporuneru i metumanetu. La pertinença a un d'aquests grups està determinada pel llinatge patern. Per a cadascun dels clans hi ha prohibicions del que es pot i no es pot menjar: els xoaporuneru no pot consumir certs tipus d'inambu, i els metumanetu tenen prohibit menjar porc salvatge.
El matrimoni correcte és entre xoaporuneru i metumanetu, ja que el matrimoni entre membres d'un mateix clan és el mateix que el matrimoni entre germans. Per cert, aquest és el terme que poden utilitzar dos membres d’una mateixa part quan s'adrecen ("nutaru", germà; "nutaro", germana), de la mateixa manera que de vegades es diuen xoaporuneru i metumanetu nukero (cunyada) o nemunaparu (cunyat). Els noms de les persones indiquen a quina de les "nacions" pertanyen.